# 开鲁站
开鲁站位于中华人民共和国内蒙古自治区通辽市开鲁县开鲁镇，是集通铁路上的火车站，建于1995年，由集通铁路公司管辖。

## 歷史
- 建于1995年。

## 車站周邊
- 开鲁县盐务管理局
- 开鲁县实验学校
- 开鲁县第二中学
- 内蒙古广播电视网络集团有限公司开鲁营业厅
- 开鲁县文化体育广场
- 中国农业银行开鲁镇分理处
- 中国人民银行开鲁县支行
- 中国银行开鲁支行
- 开鲁一中
- 开鲁宾馆
- 中国工商银行开鲁支行
- 中国移动民族路营业厅
- 开鲁会展中心酒店
- 中国邮政储蓄银行辽河大街西段营业厅
- 凤凰国际购物广场
- 开鲁县医院
- 开鲁客运站

## 外部連結
- 中国铁路客户服务中心 （页面存档备份，存于）